# Ogra
Ogra é uma comuna romena localizada no distrito de Mureș, na região histórica da Transilvânia. A comuna possui uma área de 52.17 km² e sua população era de 2499 habitantes segundo o censo de 2007.